# تشناران
تشناران (بالفارسية: چناران) هي مدينة تقع في إيران في البلدة المركزية. يقدر عدد سكانها بـ 41,735 نسمة .